# David Karlsson
Karl David Karlsson (ur. 25 marca 1881, zm. 17 grudnia 1946) – szwedzki zapaśnik walczący w stylu klasycznym. Olimpijczyk z Sztokholmu 1912, gdzie zajął dwunaste miejsce w wadze ciężkiej.

## Letnie Igrzyska Olimpijskie 1912
| Konkurencja             | Rundy eliminacyjne   | Rundy eliminacyjne    | Klas. końcowa |
| Konkurencja             | Przeciwnik I         | Przeciwnik II         | Miejsce       |
| ----------------------- | -------------------- | --------------------- | ------------- |
| +82,5 kg styl klasyczny | Yrjö Saarela (FIN) P | Uuno Pelander (FIN) P | 12.           |